# 何锡麟
何锡麟（1915年2月1日—2013年8月7日），男，河南濮阳人，中国马克思主义翻译家、教育家。东北师范大学教育长、北京师范大学党委书记兼第一副校长、南开大学党委副书记兼第一副校长、中国科学院哲学社会科学部世界经济研究所副所长、中共中央编译局顾问、部长级离休。

## 生平
生于天津市军粮城一个殷实之家。1921年至1931年就读金陵大学附属学校（金大附中）。1931年至1933年就读北平私立汇文学校。高中时期开始阅读英文版马克思主义与革命家的书籍。1933年考入燕京大学社会系，主编秘密革命刊物《丧钟》被开除。1934年春入苏州东吴大学社会学系学习。1934年秋考入北京大学经济学系。1935年6月参与组建北平左翼青年大同盟（后改名“北平反帝青年团”、北平反帝大同盟青年部）。1935年12月加入中国社会科学家联盟北平分盟（北平社联），任执委。参加“一二九学生运动”。1936年1月入党。任中国左翼文化界总同盟北方分盟（北方文总或北平文总）组织部长、党团三名成员之一，分工北平社联、同时任北平社联党团书记。1936年10月21日，北方局派彭真调查、解决北平党内问题，彭真在调查研究中注意到，北平党的工作大部分集中在学生中，学生党员占了北平党员的绝大多数。根据实际工作的需要，彭真采纳北平党内一些同志提出的“此后北平的学生运动最好由学生运动出身的学生同志自己来领导”的意见，向市委书记李葆华提议成立中共北平市学生工作委员会。北平学委先后由黄敬、蒋南翔任书记，直接领导北平学联、北平民先队、全市各大中学校党支部。1937年何锡麟任北平市委文委委员、北平学委干事会主席。
1937年11月随北大南下到长沙临时大学学习。经八路军驻湘办事处的中央代表徐特立介绍，于1938年3月辗转到达延安，入抗大第三期学习。1938年5月调入延安马列学院马列主义经典著作编译部（中央编译局的前身）担任英文编译。延安物资供应困难，但编译部工作时用煤油却不受限制。编译属于技术干部，有技术津贴：“每个月毛泽东的补助费是5块钱，我们（编译人员）是4块半，抗大等学校的工作人员是1块。”编译人员可以不参加大生产劳动，一般都会有稿费。当时编译工作的最大困难是辞书等参考资料不足。毛泽东鼓励翻译工作者要"当个唐三藏"，说这是"功德无量"的事。1939年夏兼任延安中国女子大学教员。
1941年夏，中共中央为了克服党内严重存在的理论脱离实际的倾向，加强对中国问题的研究，决定把马列学院改组为马列主义研究院，下设十几个研究室，训练干部的任务全部移交中央党校。一个多月后又改成了中央研究院，院长是张闻天，范文澜为副院长。1941年秋从中央研究院抽调了三十多人，到杨家岭党中央所在地，成立中央政治研究室，陈伯达任研究室主任兼政治问题组组长，邓力群任经济问题组组长，张仲实任国际问题组组长，
何锡麟出任中央政治研究室世界经济研究小组组长。1943年春至1944年1月，在中共中央宣传部从事党报《解放日报》社论撰写、教材编写及翻译工作。1944年2月，任陕甘宁边区第一师范学校（简称“边师”，现为延安职业技术学院师范教育系）教导主任。1944年10月至1945年6月，随着美军驻延安观察组到来，成立中共中央外事组，何锡麟担任翻译及研究工作；并参与翻译来自美军驻延安观察组的美国报刊，把有价值的信息译印成《供您参考》给中央领导阅览。何锡麟一次路遇毛泽东，问《供您参考》有没有用，毛回答："每个字都有用。要知道，我们都是瞎子啊！"1945年6月，回到中央政治研究室从事研究工作。
抗战胜利后，随延安干部大队开赴东北。1946年1月起任中共东北中央局社会部调查研究室主任，中共吉林省永吉地委宣传部部长兼吉林大学教育长兼文法学院院长、教授，汪清吉林省政府工作团团长，军调部第33执行小组支部书记兼翻译，吉林省立民主学院教育长。1948年3月，任吉林大学教育长。1948年6月任东北大学教育长。
1952年11月任北京师范大学党委书记兼第一副校长。成立教职工马列主义业余大学，同时开办马列主义、国际共产主义运动史、教育学等研究班为全国高校培养师资力量。1953年9月成立了政治教育系为中学培养政治课教师。1958年刘墉如由财政部调任北京师范大学党委第一书记后，改任第二书记。1961年11月任南开大学党委副书记兼第一副校长。1964年5月调中国科学院哲学社会科学部世界经济研究所副所长，推动对美国等西方发达国家经济发展动向的研究，为中国国民经济计划的制订提供信息。1978年任中共中央编译局顾问。关心《马克思恩格斯全集》和《列宁全集》的编译工作。1987年12月副部级待遇离休。积极协助编译局筹办马克思主义在中国的传播展览，接受采访并撰写回忆录。2002年经中央批准享受部长级医疗待遇。
何锡麟2009年把几十年收藏的一批珍贵图书捐献给中央编译局图书馆，以个人名义向中央编译局捐资50万元，用于青年人才的培养和奖励。经征得何锡麟同意，中央编译局研究决定建立“何锡麟青年人才基金”及“何锡麟青年人才奖”。2011年6月28日，中央编译局局长衣俊卿，副局长张卫峰﹑魏海生，秘书长杨金海专程看望了97岁高龄的何锡麟并出席了“何锡麟青年人才基金”成立仪式。魏海生副局长代表局机关党委向何锡麟颁发“中央编译局优秀共产党员”荣誉证书。
2013年何锡麟病逝后，中央宣传部副部长王晓晖到家中对其家属表示慰问。何锡麟遗体告别仪式于2013年8月15日在八宝山革命公墓东礼堂举行。中央组织部、中央宣传部、中央党校、北京师范大学、吉林大学、东北大学等单位，何锡麟的学生和生前友好分别致电或致函，对何锡麟逝世表示沉痛哀悼并敬献花圈。

## 著作
- 1939年7月　上海生活书店出版马克思、恩格斯的《政治经济学论丛》，王学文、何锡麟、王石巍译。
- 抗日战争在延安，参与翻译《马恩丛书》中的《资本论提纲》和《政治经济学论丛》，以及《列宁全集》第1、11、16、17等卷（1939年至1943年在延安解放社出版）。